# Lijevi Dubrovčak
 Lijevi Dubrovčak  falu Horvátországban Zágráb megyében. Közigazgatásilag Ivanić-Gradhoz tartozik.

## Fekvése
Zágrábtól 34 km-re délkeletre, községközpontjától  8 km-re délnyugatra, a Száva bal partján fekszik. 

## Története
Plébániáját 1789-ben alapították. 
1857-ben 526, 1910-ben 812 lakosa volt. Trianonig Zágráb vármegye Dugo Seloi járásához tartozott. 
A településnek 2001-ben 405 lakosa volt.

## Lakosság
| Lakosság változása | Lakosság változása | Lakosság változása | Lakosság változása | Lakosság változása | Lakosság változása | Lakosság változása | Lakosság változása | Lakosság változása | Lakosság változása | Lakosság változása | Lakosság változása | Lakosság változása | Lakosság változása | Lakosság változása |
| ------------------ | ------------------ | ------------------ | ------------------ | ------------------ | ------------------ | ------------------ | ------------------ | ------------------ | ------------------ | ------------------ | ------------------ | ------------------ | ------------------ | ------------------ |
| 1857               | 1869               | 1880               | 1890               | 1900               | 1910               | 1921               | 1931               | 1948               | 1953               | 1961               | 1971               | 1981               | 1991               | 2001               |
| 526                | 581                | 691                | 767                | 764                | 812                | 743                | 760                | 725                | 739                | 697                | 595                | 533                | 433                | 405                |

## Nevezetességei
- Szent Miklós tiszteletére szentelt plébániatemploma[3] a 18. században épült késő barokk stílusban. 1880-ban megújították, erről a kóruson található felirat tanúskodik. A templom nem messze a Száva folyótól, füves területek ölelésében áll. 1800 körül épült. A hajó jellegzetes oldalfalaival, a szentélybe való átmenetnél kialakított boltíves diadalívvel, és hajó elejének hasonló kialakításával az ún. sladkogorski csoporthoz tartozik. A domináns központi térhez kapcsolódik a csehboltozatos szentély. A főhomlokzat felett áll a harangtorony, amely az oromzat záróelemének középső részéből emelkedik ki. A templom késői példája a barokk négykaréjos templomtípusnak. A templomban értékes kézimunka gyűjtemény található.

- A régi iskola épülete[4] nem messze a plébániatemplomtól a település központjában található. Az iskolát 1852-ben alapították, a ma is látható kétosztályos téglaépület pedig 1904-ben épült két tanári lakással. Egyemeletes szabadon álló épület T alakú alaprajzzal, amely külső kialakításával a historizáló stílusjegyeket visel. Az épület megőrizte eredeti szerkezetét, építészeti elemeit és stiláris részleteit, ezért kulturális, történelmi, építészeti és környezeti értéket képvisel.

- Kompközlekedés a Száván.